# Burke megye (Észak-Karolina)
Burke megye az Amerikai Egyesült Államokban, azon belül Észak-Karolina államban található. Megyeszékhelye és legnagyobb városa Morganton. Lakosainak száma 87 570 fő (2020. április 1.). Burke megye Caldwell, Catawba, Lincoln, Cleveland, Avery, Rutherford és McDowell megyékkel határos.

## Népesség
A megye népességének változása:
| Lakosok száma | 90 755 | 90 826 | 90 352 | 89 842 | 88 842 | 87 570 |
|               | 2010   | 2011   | 2012   | 2013   | 2015   | 2020   |